# Науковий комітет з антарктичних досліджень
Науковий комітет з антарктичних досліджень (англ. Scientific Committee on Antarctic Research, SCAR) — головна неурядова організація, що відповідальна за міжнародну координацію наукових досліджень в Антарктичному регіоні.
SCAR є міждисциплінарним органом Міжнародної наукової ради (ICSU)

## Створення SCAR
У 1957 році під час проведення Міжнародного геофізичного року Міжнародна рада наукових спілок (ICSU) ухвалила рішення про створення міжнародної організація, яка б керувала науковими дослідженнями в Антарктиці. У листопаді 1957 був утворений Спеціальний комітет з антарктичних досліджень. До його складу ввійшли представники 12 країн, які розпочали вивчення континенту (Аргентина, Австралія, Чилі, Бельгія, Франція, Японія, Нова Зеландія, Норвегія, Південна Африка, Велика Британія, СРСР, США). На першому засіданні Спеціального комітету, що проходило 3-6 лютого 1958 у Гаазі (Нідерланди), були поставлене завдання по розробці плані дослідженню Антарктики на подальші роки після завершення програми Міжнародного геофізичного року.
На Міжнародній конференції з Антарктики, що пройшла у Вашингтоні з 15 жовтня по 1 грудня 1959, у якій взяли 12 членів Спеціального комітету з антарктичних досліджень, був укладений Договір про Антарктику, у якому на тривалий час було визначено її міжнародно-правовий режим. Антарктида та прилеглі райони була перетворена на зону миру, у межах якої заборонена будь-яка військова діяльність і дозволена тільки наукова.
У 1961 на черговому засіданні, яке пройшло у Веллінгтоні (Нова Зеландія), Спеціальний комітет з антарктичних досліджень перейменовано в Науковий комітет з антарктичних досліджень (SCAR).

## Членство в SCAR
Повноправними членами SCAR можуть бути національні організації, що приєдналися до Міжнародної наукової ради (ICSU), представляють наукові інтереси країн з активними й довготривалими незалежними програмами досліджень у Антарктиці та утворюють Національні комітети для зв'язку з цією організацією. Вони направляють до SCAR двох постійних представників: один з правом голосу, другий (альтернативний) без права голосу.
Асоційованими членами можуть представники країн, які приєдналися до ICSU чи призначені національними організаціями в ICSU, і не мають права на повноцінне членство. Вони направляють одного делегата без права голосу.
Право голосу мають також представники Союзів ICSU.
| Дійсні члени    | Асоційоване членство | Повне членство  |
| --------------- | -------------------- | --------------- |
| Австралія       |                      | 3 лютого 1958   |
| Аргентина       |                      | 3 лютого 1958   |
| Бельгія         |                      | 3 лютого 1958   |
| Велика Британія |                      | 3 лютого 1958   |
| Нова Зеландія   |                      | 3 лютого 1958   |
| Норвегія        |                      | 3 лютого 1958   |
| ПАР             |                      | 3 лютого 1958   |
| Росія (СРСР)    |                      | 3 лютого 1958   |
| США             |                      | 3 лютого 1958   |
| Франція         |                      | 3 лютого 1958   |
| Чилі            |                      | 3 лютого 1958   |
| Японія          |                      | 3 лютого 1958   |
| Німеччина       |                      | 22 травня 1978  |
| Польща          |                      | 22 травня 1978  |
| Бразилія        |                      | 1 жовтня 1984   |
| Індія           |                      | 1 жовтня 1984   |
| КНР             |                      | 23 червня 1986  |
| Швеція          | 24 березня 1987      | 12 вересня 1988 |
| Італія          | 19 травня 1987       | 12 вересня 1988 |
| Уругвай         | 29 липня 1987        | 12 вересня 1988 |
| Іспанія         | 15 січня 1987        | 23 липня 1990   |
| Нідерланди      | 20 травня 1987       | 23 липня 1990   |
| Південна Корея  | 18 грудня 1987       | 23 липня 1990   |
| Фінляндія       | 1 липня 1988         | 23 липня 1990   |
| Еквадор         | 12 вересня 1988      | 15 червня 1992  |
| Канада          | 5 вересня 1994       | 27 липня 1998   |
| Перу            | 14 квітня 1987       | 22 липня 2004   |
| Швейцарія       | 16 червня 1987       | 4 жовтня 2004   |
| Україна         | 5 вересня 1994       | 17 липня 2006   |
| Болівія         | 5 березня 1995       | 17 липня 2006   |
| Малайзія        | 4 жовтня 2004        | 14 липня 2008   |

Асоційованими членами є:
- Пакистан (15 червня 1992),
- Данія (17 липня 2006),
- Португалія (17 липня 2006),
- Румунія (14 липня 2008),
- Монако (9 серпня 2010);

були асоційованими членами:
- Колумбія (2 липня 1990 — 3 липня 1995),
- Естонія (15 червня 1992 — 22 серпня 2001).

## Сфера інтересів SCAR
SCAR займається вивченням Антарктиди, її прибережних островів і Південного океану, включаючи антарктичні навколополярні течії. SCAR ініціює, розробляє та координує міжнародні наукові дослідження в антарктичному регіоні, також вплив антарктичного регіону на Землі в цілому. Вона є важливим чинником у розвитку міжнародного співробітництва та партнерства в політиці та інших секторах суспільства.
SCAR залучає дослідників різних країн до спільної роботи з найважливіших наукових питань. Як головний консультант, SCAR надає незалежні наукові поради щодо основ дослідження в Антарктиці та дотримання вимог раціонального управління навколишнім середовищем Антарктики.
Головні наукові програми досліджень SCAR:
- Антарктика і глобальна система клімату (AGCS) — дослідження сучасної системи океан-атмосфера-крига;
- Еволюція клімату Антарктики (ACE) — вивчення зміни клімату за останні 34 млн років після початку заледеніння Антарктики;
- Еволюція і біорізноманіття в Антарктиці (EBA) — вивчення реакції живих організмів на зміни;
- Середовище підлідних антарктичних озер (SALE) — вивчення озер, що поховані під льодовиковим покривом;
- Міжпівкульні поєднані явища в сонячно-земних та аерономічних дослідженнях (ICESTAR) — дослідження того, як зовнішні шари атмосфери Землі реагують на зміни впливу сонячного вітру на обох полюсах Землі.

## Структура Комітету
Три Постійні наукові групи SCAR:
- Постійна наукова група з наук про життя (SSG-LS) — дослідження впливу минулого, нинішнього і прогнозованого на зміни навколишнього середовища та біорізноманіття, а також наслідки для адаптації та функціонування; визначення впливу умов Антарктики та самотності на самопочуття людини.
- Постійна наукова група з наук про Землю (SSG-GS) — вивчення Антарктичного континенту і навколишнього океану, як ключові частини системи Землі.
- Постійна наукова група з фізичних наук (SSG-PS) — спостереження кліматичних параметрів, їх еволюції з часом для розуміння і прогнозування локальних і глобальних змін клімату планети.

Вісім Постійних комітетів SCAR:
- Постійний комітет з управління антарктичними даними (SCADM)
- Постійний комітет з антарктичної географічної інформації (SCAGI)
- Постійний комітет з системи договору про Антарктику (SC-ATS)
- Постійний комітет з фінансів
- Біполярна робоча група
- Робоча група з історії SCAR
- Комітет з створення можливостей, підвищення кваліфікації та освіти (CBET)
- Робоча група з суспільних наук

Кожні два роки проходять Робочі наради SCAR, в яких беруть участь представники Груп і Комітетів SCAR, проводяться відкриті Наукові конференції, за участю полярних учених, дослідників, студентів та аспірантів для доповідей з новими науковими результатами, для обміну ідеями та для відкриття нових сприятливих можливостей тощо.

## Україна і SCAR

Логотип Національного антарктичного наукового центру

Постановою Президії Академії наук України від 9 червня 1993 року був створений Міжвідомчий антарктичний комітет та його робочий орган Центр антарктичних досліджень АН України з правами юридичної особи. На його був утворений основі Національний антарктичний науковий центр, який координує антарктичні дослідження України, визначає стратегію її діяльності України, представляє Україну в Науковому комітеті з антарктичних досліджень.
Україна у 1994 році стала асоційованим членом Наукового комітету з антарктичних досліджень. З 1996 року, як незалежна держава, стала проводити систематичні дослідження в Антарктиці на станції Академік Вернадський. Це дозволило у 2006 році стати повноправним членом SCAR на правах категорії «D», яка передбачає внесок в розмірі 10.500 тис. дол.
У звітах до SCAR Україна представляє ключові результати з наступних напрямів досліджень: геолого-геофізичного, гідрометеорологічного, геокосмічного, біологічного, медико-фізіологічного, океанографічного та оброблені результати національного центру антарктичних даних.